# Fentonia dorothea
Fentonia dorothea är en fjärilsart som beskrevs av Dyar 1896. Fentonia dorothea ingår i släktet Fentonia och familjen tandspinnare. Inga underarter finns listade i Catalogue of Life.